# Fridericia egensis
Fridericia egensis là một loài thực vật có hoa trong họ Chùm ớt. Loài này được (Poepp. ex Bureau & K.Schum.) L.G.Lohmann mô tả khoa học đầu tiên năm 2010.